# St. Martin (Westheim)
Die Pfarrkirche St. Martin ist eine evangelische Kirche im  Ortsteil Westheim der Gemeinde Rosengarten, Landkreis Schwäbisch Hall in Baden-Württemberg.

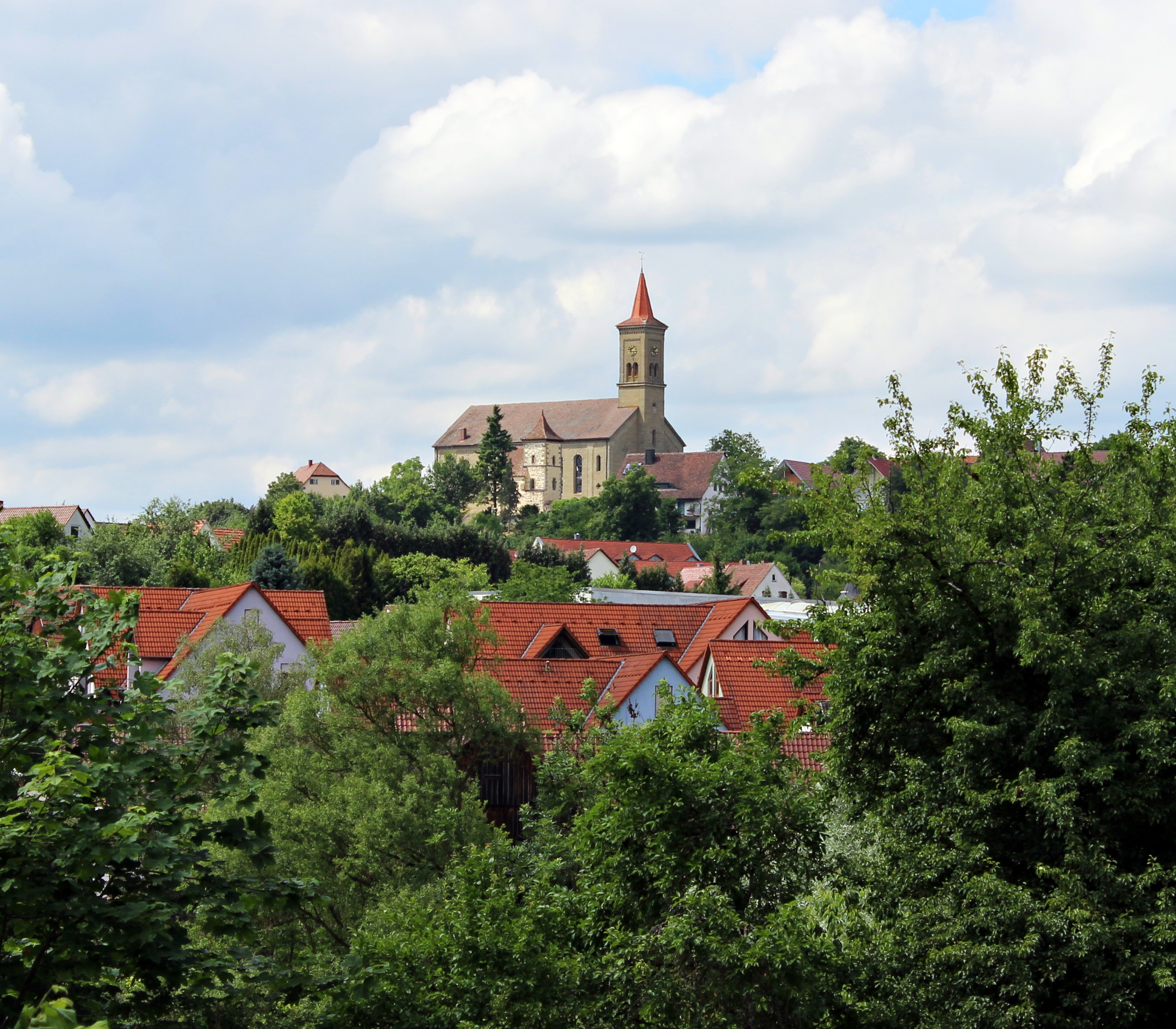
Pfarrkirche St. Martin in Westheim (Gemeinde Rosengarten)

## Geschichte
Die Kirche liegt auf dem sogenannten Berghof, auf dem sich ursprünglich ein fränkischer Königshof befand. 788 erwarb das Kloster Lorsch diesen Hof, von dem er 1054 in den Besitz des Klosters Murrhardt gelangte. Der heutige Sakralbau wurde 1846–1849 nach Plänen des Haller Kreisbauinspektors Immanuel Pflüger errichtet. Dabei wurde der Grundriss des Vorgängerbaus, einer romanischen Chorturmkirche, zitiert. Wie jene ist die heutige Kirche nach dem heiligen Martin benannt. Südlich befindet sich die um 1400 entstandene Kirchhofkapelle.
Der Sakralbau war die zentrale Kirche für die Arbeiter des Steinsalzbergwerks Wilhelmsglück. Auf dem Friedhof erinnert ein Gemeinschaftsgrab an 26 Bergleute, die bei einer Explosion in diesem Bergwerk 1879 ums Leben kamen.

## Beschreibung und Ausstattung
Die Kirche ist ein Bau des Rundbogenstils, wobei das Äußere aufwändig romanische Bauformen imitiert. Die Wände des Innenraums sind weiß verputzt. Das hohe Hauptschiff ist karg und ohne Ornament, die Bestuhlung aus Holz. Zur historischen Ausstattung zählen das um 1400 entstandene Sakramentshaus, der Taufstein aus dem 15. Jahrhundert sowie das Epitaph des Rudolph Christoph Senft von Suhlburg (gestorben 1577). Ein abschließbarer Vorraum für 50 Personen im Bereich des Haupteingangs diente als Winterkirche. Durch den Neubau des evangelischen Gemeindehauses 2009 wurde die Nutzung dieser Winterkirche reduziert.